# 亚历山大抄本
亚历山大抄本是一希腊语圣经抄本，包含大部分古希腊语旧约和希腊语新约，与西乃抄本和梵蒂冈抄本同为最早最完整的圣经抄本。该抄本约为公元前5世纪写成。亚历山大抄本得名于最初的存放地埃及亚历山大。该抄本后被东正教牧首西里爾·盧卡里斯购得并送至君士坦丁堡。17世纪时被赠与英格兰国王查理一世。亚历山大抄本今藏于大英图书馆。